# خبرگزاری ایهلاس
خبرگزاری ایهلاس (انگلیسی: İhlas News Agency) شرکت رسانه‌ای ترکیه‌ای است، که در سال ۱۹۹۳ توسط انور اورن شرکت ایهلاس هولدینگ تأسیس شد.